# Bojongkalong
Bojongkalong is een bestuurslaag in het regentschap Sukabumi van de provincie West-Java, Indonesië. Bojongkalong telt 3863 inwoners (volkstelling 2010).